# Детермінований автомат
Автомат детермінований — абстрактний автомат, функція переходу якого є всюди визначена (однозначна) функція
Ψ:   Q × X → Q,
де Q — множина станів, і X множина вхідних літер (вхідна абетка).